# Gluta rostrata
Gluta rostrata là một loài thực vật có hoa trong họ Đào lộn hột. Loài này được Ding Hou mô tả khoa học đầu tiên năm 1978.